# Парламент Јужног Судана
Парламент Јужног Судана основан је на основу одредбе Устава 2011. године, наследивши парламент претходног аутономног региона. Скупштина је заседа у главном граду Јужног Судана Џуби. Говорник Парламента Јужног Судана је Џејмс Вани Ига. Скупштина је део Законодавне власти Јужног Судана и представља њен доњи дом.

## Састав
Парламент Јужног Судана састоји се од:
- чланова некадашњег парламента Аутономног региона и
- некадашњих чланова Парламента Судана који су пореклом из Јужног Судана

## Овлашћења
Овлашћења Парламента Јужног Судана су следећа:
- надгледа рад државних институција
- усваја планове и програме Владе
- усваја буџет
- ратификује међународне споразуме
- усваја одлуке од јавног значаја
- надгледа рад министара
- изгласава неповерење министрима и председнику
- извршава све обавезе и овлашћења прописана Уставом.

## Историјат
Парламент Аутономног региона Јужног Судана основан је 2005. године сходно одредбама Устава Јужног Судана. Чинило га је 170 чланова који су избарани на општим изборима 2010. године, на основу Свеобухватног мировног споразума. Владајућу већину у парламенту има Народни покрет за ослобођење Судана (70%), следи Национални конгрес са 15% и остале странке са укупно 15%. Говорник Парламента Јужног Судана је био је Џејмс Вани Ига.
| Партија                             | Скраћеница | Вођа                   | Број места |
| ----------------------------------- | ---------- | ---------------------- | ---------- |
| Народни покрет за ослобођење Судана |            | Др Ан Ито              | 112        |
| Национални конгрес                  |            | Рик Гај                | 25         |
| Унија афричких партија Судана 1     |            | Џозеф Укел             | 7          |
| Унија афричких партија Судана 2     |            | Џејмс Елијоба Суруру   | 4          |
| Уједињени демократски форум Судана  |            | нема                   | 4          |
| Јужносудански демократски форум     |            | Др Мартин Елија Ломуро | 4          |
| Уједињени демократски фронт         |            | Петер Абдраман Суле    | 4          |
| Афричка национална унија Судана     |            | Др Тоби Мадуот         | 4          |
| Јужносуданске одбрамбене снаге      |            | Паулино Матип Нхиал    | 3          |
| Самостални чланови                  | нема       | нема                   | 3          |